# Hydra (ø)
 For alternative betydninger, se Hydra. (Se også artikler, som begynder med Hydra)
Hydra er lille græsk klippe-ø, der ligger i De Saroniske Øer tæt på Athen.
Hydra er på 55 km2, med 3000 indbyggere.
Øen har ingen lufthavn. Hydra er totalfredet og bil-fri.
Man kan sejle til øen via Égina, Poros, Piræus, Spetses eller fra fastlandet Peloponnes - fra det lille bådested Metochi eller landsbyen Ermioni.
Hovedbyen/Havnebyen hedder Hydra.